# Flying Without Wings
"Flying Without Wings" là đĩa đơn được phát hành bởi ban nhạc nam đến từ Ireland Westlife, từ album phòng thu đầu tay của họ, Westlife. Khi được phát hành, ca khúc lập tức trở thành hit ở Anh và đã đem lại cho họ đĩa đơn quán quân thứ ba ở đất nước này. Đây cũng là một trong số những đĩa đơn quán quân bán chạy nhất của nhóm tính đến thời điểm này. "Flying Without Wings" cũng đã có mặt trong Pokémon: The Movie 2000.
Năm 2002, nhóm đã thu âm lại ca khúc cùng ca sĩ người México Cristian Castro và ca sĩ người Hàn Quốc BoA. Những phiên bản này đã có mặt trong album Greatest hits của họ đã được phát hành trong năm đó. Năm 2004 Westlife phát hành phiên bản trực tiếp của ca khúc khi họ biểu diễn ở Stockholm, dưới dạng đĩa đơn download và nó đã nhanh chóng trở thành đĩa đơn download #1 ở Anh. Đĩa đơn đã đạt chứng nhận Bạc ở Anh với trên 200.000 bản bán được.

## Danh sách track

### CD1 Anh
1. "Flying Without Wings" - 3:35
2. "Everybody Knows" - 4:09
3. "CD-Rom"

### CD2 Anh
1. "Flying Without Wings" - 3:35
2. "That's What It's All About" - 3:20
3. "Flying Without Wings" (Acappella mix) - 3:29

### CD Úc
1. "Flying Without Wings" - 3:35
2. "I Have a Dream" - 4:06
3. "Seasons in the Sun" - 4:10
4. "CD-Rom"

## Xếp hạng
| Quốc gia/Bảng xếp hạng        | Vị trí cao nhất |
| ----------------------------- | --------------- |
| Australian ARIA Singles Chart | 31              |
| Belgium Singles Chart         | 7               |
| Finnish Singles Chart         | 17              |
| German Singles Chart          | 85              |
| Irish Singles Chart           | 1               |
| Dutch Top 40                  | 17              |
| Norwegian Singles Chart       | 7               |
| New Zealand Singles Chart     | 6               |
| Swedish Singles Chart         | 12              |
| UK Singles Chart              | 1               |
| UK Radio Airplay Chart        | 8               |

## Album video
Một phiên bản karaoke của "Flying Without Wings" đã được phát hành dưới dạng DVD năm 2000 và đạt được #1.

## Phiên bản cover
"Flying Without Wings" đã được cover bởi American Idol Ruben Studdard năm 2003. Đĩa đơn đã được phát hành ngày 10 tháng 6 và có mặt ở vị trí #2 trên Billboard Hot 100 ngày 28 tháng 7. "Flying Without Wings". Ở New Zealand, bài hát cũng đã đạt tới vị trí #2 chỉ sau Clay Aiken. Tính đến tháng 12 năm 2006, đĩa đơn đã bán được khoảng 751.000 bản.

### Danh sách track
1. "Flying Without Wings"
2. "Superstar"